# カール・テオフィル・ギシャール
カール・テオフィル・ギシャール（Karl Theophil Guichard, もしくはカール・ゴットリープ・ギシャール（Karl Gottlieb Guichard）, 1724年9月27日 - 1775年5月13日）は、プロイセンの古代学者、軍事史家、そして軍人。最終階級は大佐。フリードリヒ大王に仕えて貴族となった。さらには経済人としても成功、プロイセンのタバコ専売事業に係わったほか、プロイセン銀行の前身である王立銀行の長を務めた。その変わった経歴と多くのエピソードによって知られる。
ギシャールは大王よりクィントゥス・イキリウス（Quintus Icilius）の名を与えられた。こちらの名前でも広く通じている。

## 経歴

### 出自
ギシャールはプロイセン王国の都市マクデブルクで亡命ユグノーの家庭に生まれた。父はプロイセンの官僚であった。
ギシャールは一方で神学を、もう一方で古典諸学を学んで、ラテン語、ギリシャ語、ヘブライ語を修め、さらにオリエントのいくつかの言語をも学んだ。この過程でギシャールはハレ大学、マールブルク大学、ヘルボルン大学、そしてライデン大学を渡り歩いた。ギシャールは牧師見習として大学で説教を行ったこともあるが、最終的には古代学研究の道に進むことを選んで牧師にはならなかった。
その後ギシャールはライデン大学で講師をしつつ教授の地位の獲得を目指して活動したが上手く行かなかった。オランダ統領ウィレム4世よりユトレヒト大学教授の地位を請け合われたこともあったが、現地ではすでに別の人物が教授として選出されていて、結局ここでも教授となることに失敗した。次いでギシャールはオランダ統領家に司書として召抱えられることを望んだが、こちらも失敗した。
こののちギシャールは進路を変更して軍人となった。1747年、ギシャールはオランダ軍に所属してオーストリア継承戦争に従軍した。戦争は翌年には終結するがギシャールはその後もしばらく軍に残り、1752年に大尉で除隊した。
軍人となってからギシャールは、古代ローマ軍とギリシャ軍についての軍事史を確立することを目指して研究に取り組み始めていた。除隊後ギシャールは一度マクデブルクに戻り、兄弟の元に身を寄せながら研究を続けたが、のちに豊かな資料を求めてイギリスに渡り、七年戦争が本格化する1757年まで研究と著作活動に従事した。

### 七年戦争
57年冬、著作出版の手筈を整えたギシャールはドイツに戻り、イギリス・北ドイツ諸侯連合軍の司令官であったブラウンシュヴァイク公子フェルディナントに従軍を願い出た。フェルディナント公子はギシャールをフリードリヒ大王の陣営に送った。年明け後ブレスラウの陣営に大王を訪れたギシャールは、その古代史、軍事史に関する深い知識によって大王の好意を得、副官に任じられた。4月には少佐に昇進する。ギシャールは他の文学者や哲学者とともに大王と親しく食卓を囲むことのできる資格を与えられ、大王の求めに応じてローマ軍に関する知見を披露した。またギシャールは副官として大王のすぐ側に控え、常時語らいの相手となった。
1759年5月、ギシャールは第8独立大隊の隊長に任命された。この部隊は戦列歩兵連隊と異なり戦時にのみ編成され、本隊から離れて前衛や遊撃、輸送隊の護衛や要地警戒など正面戦闘以外の任務を引き受ける部隊で、傭兵を主体とするために規律と士気の面で見劣りする、統率の難しい部隊だった。そのため「オランダの先生」と呼ばれていたギシャールの着任は将兵に驚きと疑いの態度で迎えられた。
しかしギシャールはこの大隊で部隊指揮官としての優れた能力を発揮し、高い評価を得た。1761年には部隊に2個目の大隊が設置されて連隊に格上げされ、まもなく3個目の大隊も設置されて増強連隊となる。ギシャールは自分の部隊をフライレギオンと洒落て呼び、戦争終結まで一貫してその指揮官であり続けた。またギシャールは先任指揮官として同種部隊7個大隊の編成作業にも携わっている。ギシャールは大王に与えられたクィントゥス・イキリウスの名を軍人としての名乗りとしており、彼の部隊もまたその名を冠して呼ばれた。
クィントゥス・イキリウス隊は戦争中ほとんどの期間を大王直率軍に属して戦った。ただし戦争最終年の戦役ではザクセンで作戦するハインリヒ王子軍に派遣されている。軍が宿営に入っているときは、ギシャールは常に大王の帷幕に通っていた。
1761年に大王は、前年のベルリン占領において敵軍によりシャルロッテンブルク宮殿が略奪された報復として、ザクセン選帝侯の所有するフベルトゥスブルク城を略奪した。クィントゥス・イキリウス隊はこの略奪の実行部隊となった。

### 戦後
七年戦争は1763年に終結した。ギシャールの部隊は解散され、ギシャールは再び学究生活に戻る。1764年にプロイセン王立アカデミーの会員となり、王立図書館長、王室古物古銭収蔵室長の地位も与えられた。一方で軍籍は維持しており、1765年に中佐、1773年に大佐となっている。また貴族に叙され、プール・ル・メリット勲章をも受勲した。著作活動においては、ローマ軍に関する2冊目の著作を発表した。さらに晩年には七年戦争戦史の執筆に着手していたとされるが、その原稿は失われた。
専門の古代軍事史のほかに、ギシャールは文学にも造詣が深かった。ギシャールは、フランス文学専従の大王に、発展しつつあるドイツ文学にも目を向けるように働きかけた一人であり、戦時中の1760年冬にも、詩人のゲラートの家に自ら赴いて彼を陣営に招き、大王に紹介したこともある。戦後も同様に、ギシャールは図書館長の地位を活用して、若いレッシングを司書として召抱えるよう大王に推薦した。しかしギシャールの努力にもかかわらず大王は新世代のドイツ文人に注意を払っておらず、彼の雇用は認められなかった。
ギシャールは戦後よりその死まで、大王の宮廷に伺候し、頻繁にその食卓の客となる宮廷文化人の一人だった。しかしながら、ギシャールはしばしば大王の悪しき諧謔、もしくは残酷な言動の標的となり、宮廷道化師がされるように、揶揄や毒舌、辛辣な冗談の対象にされたと伝えられている。それでいて大王はギシャールの才能と知識を高く評価して、からかいの対象とするのと同時に友情を示した。ギシャールも大王の悪態に一度ならず反発を示しながら、最後まで大王の元を離れることは無かった。両者の複雑な関係はギシャールの死まで続いた。
以上のような面になお加えて、ギシャールには投資家、経済人としての側面があった。戦後の10年余りの期間で、ギシャールは戦時の城館略奪で得た財貨を元とする資産を巧みに運用し、事業への投資を行うなどして大きな利益を獲得した。財をなしたギシャールは領地を購入し、名門貴族家に属するシュラープレンドルフ少将の令嬢を娶るまでになった。
ギシャールの経済分野での活動は公の職務としても行われている。65年にカルザビギのタバコ専売会社が立ち上がった時、ギシャールはこの会社に資金を貸し付けていた。会社が杜撰な設立計画のため早々の整理解散を余儀なくされた際、大王はギシャールを一時的に会社の責任者に据えてその整理作業を担わせた。さらにその後ギシャールは王立銀行の長にも任じられており、公私両面で経済手腕を発揮した。
1775年、ギシャールは死去した。彼が残した資料群や蔵書類は大王によって買い上げられ、彼の職場の一つであった王立図書館に納められた。

## エピソード
クィントゥス・イキリウスことギシャールはその非常にユニークな経歴によって史家の注目を受けた。その人物像は「他のいずれの時代でも存在しえなかったろう当時代の申し子」（ダフィー）と評される。フリードリヒ大王を扱った伝記、逸話集にはギシャールの登場するエピソードがいくつか取り上げられている。

### 重装歩兵と擲弾兵

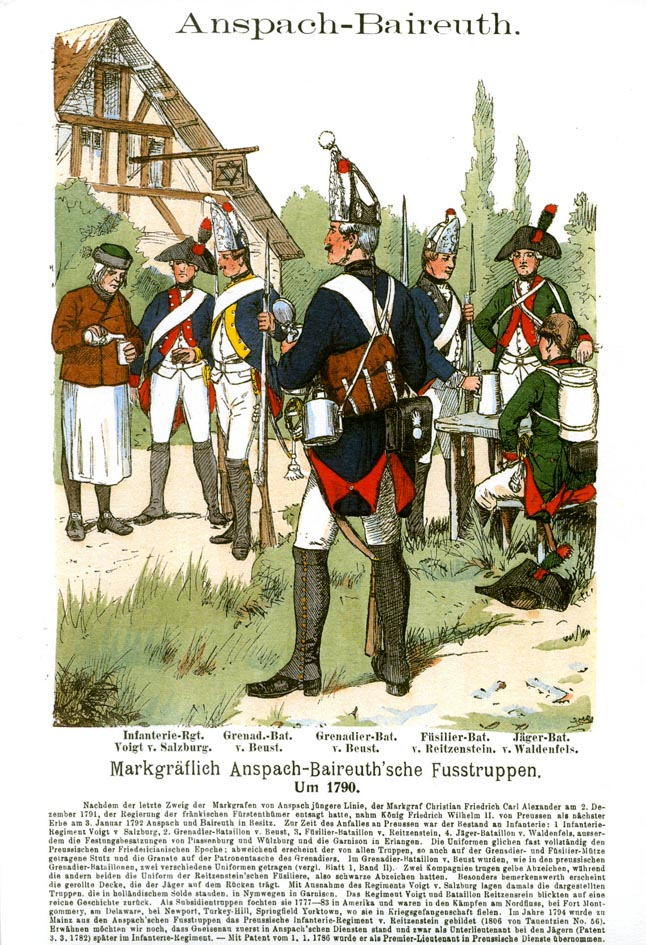
当時における擲弾兵の例。剣帯を掛け、短剣もしくはサーベルを吊し、マスケットを担ぐ。水筒や薬包鞄、小道具鞄、さらに雑嚢が加わることで行軍中の兵の負担を増した。戦闘の際は可能な限り雑嚢を外すよう指導されていた。

当時の軍隊では、胸甲騎兵のような例外を除いてすでに鎧は廃れていた。しかし長銃身のマスケットを担ぎ、加えて銃剣、短剣、60発分の弾薬の入った薬包鞄、その他の個人装備を一身に負わねばならない歩兵の負担はかなりのものだった。ところがギシャールはその著書の中で、現代の歩兵が被っている苦労などは古代ローマの軍団兵が耐えていた苦労とは比べ物にならないと主張していた。
ギシャールがいつものように大王の元を訪れた58年のある日のこと、2人が歓談している部屋に近衛連隊の擲弾兵が完全装備で入ってきて、その装備品を逐一部屋の中に並べると、無言のまま去った。大王はおもむろにギシャールを部屋の真ん中に立たせると、彼を教練中の兵のように扱って、兵が置いていった装備品を装着するように命じた。大王はギシャールの顎を押し上げて頭の位置を正し、帽子を押し被せた。ギシャールは剣帯を吊るし、鞄と雑嚢を肩に掛けると、最後にマスケットを受け取って、そのまま訓練姿勢を取らされた。この「教練」が行われたのは1時間足らずに過ぎなかったが、ギシャールはすっかり疲れてしまい、「敗北を認めざるを得なかった」（ダフィー）
このあと、ギシャールはカットに対して「ティベリウスならば私をこんな風に扱うことはなかったろうに」と嘆き、怒りを露わにして「彼は哀れみも人間味も感じないのだ。私は彼の哲学者の称号を取り去らねばならない」と言った。一方、大王はカットに次のように述べた。「検証があってはじめて自分は物事を正しく判断できているということを、君も認めるだろう。我らの友人たる著作者たちは、彼らの研究に則って物事を定めるが、彼らの考えが実際の経験によって修正されるのは良いことだ。……もし我らが大尉が、先ほどの経験の後でもなお軽々しく同じことを書くならば、彼はもう判断力を失っていることになろう……それは悲しいことではないか」

### クィントゥス・イキリウス
1759年春、大王率いるプロイセン軍はオーストリア軍の攻撃に備えてシュレージエン国境ランデスフートの陣地に入った。ベーメンのオーストリア軍はラウジッツ方面に進軍したため大王もやがてそれを追うことになるが、それまでしばらくの間ギシャールは大王と古代の軍事史について語り合うことのできる時間を得た。
ある日2人はカエサルとポンペイウスが雌雄を決したファルサルスの戦いについて話していた。カエサル軍に属してポンペイウス軍の側面を突く優れた働きをした第10軍団エクェストリスのあるケントゥリオに話題が及んだとき、大王は彼について、「クィントゥス・イキリウス（Quintus Icilius）、機敏な男よ」と言ったが、これはクィントゥス・カエキリウス（Quintus Caecilius）の誤りであった。ギシャールはその場で大王の誤りを訂正したが、大王はクィントゥス・イキリウスで間違いないと答えた。
翌日、ギシャールはわざわざ本を抱えて大王の元に現れ、クィントゥス・カエキリウスが正しいと再度説明した。大王は「おや、そうかい……。よろしい、では今後、君がクィントゥス・イキリウスになってくれたまえ」と言った。
このことからギシャールはクィントゥス・イキリウスと呼ばれるようになった。ギシャール自身もこの名を気に入って、戦名（仏：nom de guerre）として自らおおやけに名乗り、部隊呼称や軍の職位登録にも用いられる公式の名前として、クィントゥス・イキリウスが用いられた。戦後も彼はそのままクィントゥス・イキリウスと呼ばれていた。彼の子孫もこの名前を受け継いでいる。
後の著作者たちは、大王が混同し、そのおかげでギシャールの名前の元になった～・イキリウスとは誰のことか特定しようとした。ニコライはローマ関連の書籍を総当たりにして3人のイキリウスを見つけ出したが、そのいずれも妥当性がなかった。カーライルはある本の中に、ポリュビオスの著作にあるイリキウス（Ilicius）を大王がイキリウスと間違えて呼んだのが元々の由来であるという記述を見つけ、さっそく本文に当たったがそんな名前は見つけられなかった。カーライルは文献学者ドナルドソンに手紙を出して助言を求めたが、ドナルドソンの答えるには、ポリュビオス云々の話はまったく推測の産物と思われ、また彼の知る限り特定の～・イキリウスというローマ軍人は存在せず、実際には、大王はギシャールにその名を名乗らせることで、誤りによってそのときはじめて生じたその名前を、本当に世の中に存在するものにしようとしたのだろうという。

### ザクセン城館の略奪

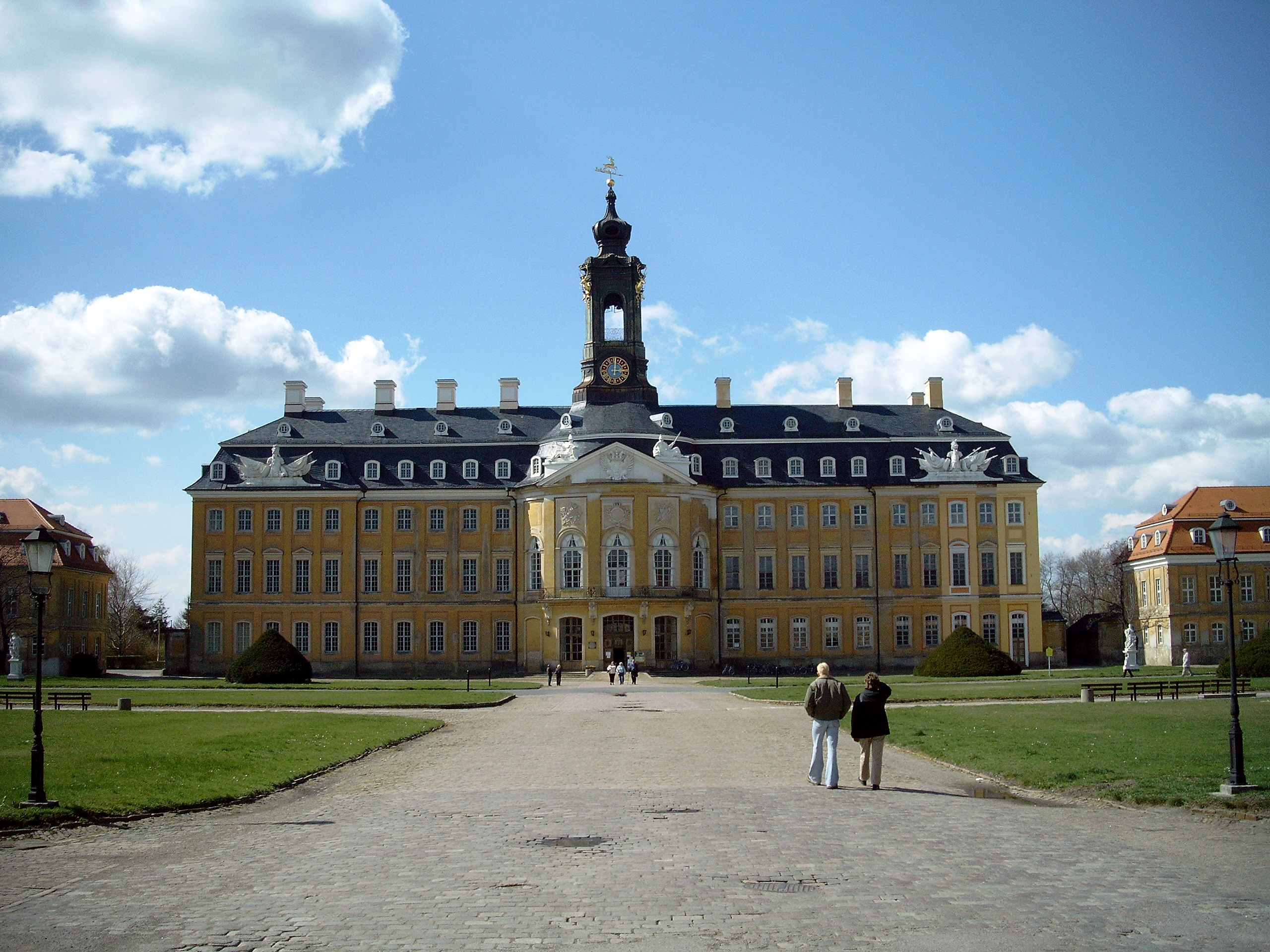
フベルトゥスブルク城

60年10月、ロシア・オーストリア連合軍（ザクセン兵を含む）は防衛軍を撃破したのちベルリン一帯を占領した。彼らは大王軍が救援のために接近すると戦闘を回避して撤退したのでベルリンが占領された期間は短かったが、大王が大切にしていたシャルロッテンブルク宮殿（ザクセン兵が侵入した）を筆頭に多数の城館屋敷が敵兵によって略奪された。大王はこれに怒って報復を決意し、翌61年の戦役開始前にザクセン選帝侯の狩猟館であったフベルトゥスブルク城を略奪した。
冬営中の61年1月、ライプツィヒに宿営していた大王は陣中の指揮官たちの中から一人選び、分け前を実施者に与えるので城の調度品や装飾品をはぎ取って処分し軍病院のための財源とせよ、と言って略奪を命じようとした。しかし名誉を重んじる貴族たる彼らは大王の命令を拒否した。ザルデーン少将は「陛下、どうぞ私に、敵とその砲陣を攻撃せよとお命じになって下さい。私は喜んで直ちに従います。しかし名誉や、宣誓、義務に反することは、私には出来ません」と言って命令を峻拒し、マルヴィッツ中佐も同様に拒否した。抗命した以上2人は軍に残ることは出来ず、直ちに職を辞した。
貴族将校の予期せぬ抗命に直面した後、大王はギシャールを呼んで、フベルトゥスブルク城を略奪せよと命じた。ギシャールは命令に従い、城を略奪した。ギシャールとその兵はフベルトゥスブルク城に赴くと、城内の調度品と城外の装飾品とを問わず、およそ換金出来そうなものは全て取り去った。作業には2時間以上を要さず、ギシャールの兵は屋根の銅板を剥がし、絵画の額縁や壁の羽目板を外しては金メッキを削り落して溶解のために集め、城の塔に付属していた時計や鐘をも持ち去ったとされる。
ギシャールはこの略奪によって病院会計に10万ターラーを献上したが、彼自身も6～7万ターラーを利得した。このときユダヤ人金融業者で大王の資金調達役を務めるエフライムやイツィヒも同様にいくらかを利得した。ギシャールはこの略奪によって財産を得たが、同時に不名誉な人物という評判を戦後も死ぬまで背負うことになった。
このエピソードはしばしば、ザクセン宰相ブリュールが所有したいくつかの城館の略奪と混同される。ブリュールはザクセンの反プロイセン外交を主導した人物で、このため大王の強い敵意を受け、その所領財産は没収されて軍資金の足しにされた。しかし、ブリュールの城館の略奪が行われたのは57年～58年で、ギシャールは関わっていない。フベルトゥスブルク城が略奪されたのは61年のことである。

### 大王の揶揄に反発する
ギシャールは宮廷に参内して大王と親しく交わることを許されていたが、大王からの口難を蒙ることがしばしばあった。次のような話が伝えられている。
大王は戦時におけるプロイセン貴族の忠誠と献身を高く評価し、彼らの身分の純粋性を維持しようとしていた。大王は婚姻によって平民の血と価値観が貴族に影響を与えることを嫌っていた。このため、ギシャールがシュラープレンドルフ少将の令嬢と結婚する許可を大王に求めた時、大王ははじめ渋って許可を出さなかった。大王はギシャールに次のように言った。「そのような家の娘と結婚するのに、父や祖父が陶工であったような者では出自身分が低すぎる」
これに対してギシャールは次のように言い返した。「陛下は私の父や祖父がそうであるのと同じぐらいに陶工であられます。彼らは陶器工房を、陛下は磁器工房（ベルリン王立磁器製陶所のこと）を、それぞれ所有している、それだけの話です」
またあるときギシャールは大王より、ブリュールの城館を略奪した際にどれほど利得したか、との下問を受けた。「昔の話だ。時の流れと講和条約が全てを水に流した。今となってはどんな返還請求も恐れる必要がないし、君がどうして略奪者となったのかは全世界が知っていることだから、恥じることもあるまい。だから、あのときいかほど略奪したのか、我々に教えたまえ。どんな悪漢の手口を使っていくら儲けたか、さあ思い出したまえ」
ギシャールは堪えかねて次のように答えた。「陛下は私がいくら得たのかよく知っておられるはずでございます、私は陛下の命令以外のことはしておりませんから。私は陛下に全てをご報告いたしました。陛下が私に略奪品を分けて下さったのです」そしてギシャールは席を立ち、そのまま宮廷を去った。大王がギシャールとの関係を回復するには時間を要した。
これらのエピソードは、そもそもはニコライの『逸話集』を出所としている。どちらも興味深いが、正確さに欠けており、疑わしいものとされている（ある注釈者は前段のエピソードについて、結婚許可を巡ってひと悶着あったことは確かだろうが、伝えられる逸話、とくにそのやり取りについては大いに疑わしいと記す）。というのもギシャールの父は陶工ではないし、また先に記したように、ギシャールが略奪したのはブリュールの城館ではなくてフベルトゥスブルク城だからである。

## 学者ギシャール
ギシャールはヨーロッパ古代軍事史の確立に貢献した一人である。マキャベリ以降、ヨーロッパでは常備軍の発展に対応するかたちで古代ローマ軍、ギリシャ軍についての関心が徐々に深まり、啓蒙時代に入ると研究は急速な発展を見た。18世紀フランスでは古代軍事史の知見を現代に応用しようとする軍人学者が何人も登場しており、フォラール、ピュイセギュール、マイゼロアらが知られているが、ドイツではギシャールが彼らに対応する代表的な人物である。当時においてギシャールはマイゼロアと並ぶ古代戦争術の権威であった。
ギシャールは古代ラテン語とギリシャ語の双方に精通した学者であり、かつ自身が軍人として豊かな軍事知識と実戦経験を有していた。ローマ帝国衰亡史で有名なギボンはギシャールについて、「学者と軍人（a veteran）の長所を融合させた唯一人の著作者」との評を残している。ギシャールが七年戦争に従軍していたのと同じ頃、ギボンもハンプシャー民兵隊の将校をしており、ギシャールの著作を読みながら大隊の訓練を通じてファランクスやレギオンについての理解を深めたというエピソードをその回想録に著している。

## 著作
- Mémoires militaires sur les Grecs et les Romain. Haag 1758
- Mémoires critiques et historiques sur plusieurs points d`antiquités militaires. Berlin 1773

## 子孫
- ハインリヒ・フォン・クィントゥス=イキリウス（de:Heinrich von Quintus-Icilius）

カール・テオフィルの孫で、フランクフルト国民議会議員となる。

## 参考資料
- 飯塚信雄 著『フリードリヒ大王 啓蒙君主のペンと剣』（中公新書、1993年）
- 久保清治 著『ドイツ財政史研究 十八世紀プロイセン絶対王政の財政構造』（有斐閣、1998年）
- Archenholz, Johann Wilhelm von. The history of the Seven Years War in Germany, （C.Jugel, 1843, Digitized Dec 13, 2007）
- Asprey, Robert B. Frederick the Great The Magnificent Enigma, （New York, Ticknor & Fields, 1986）
- Dover, George Agar Ellis. The Life of Frederic the Second, （Harper & Brothers. 1836, Digitized Mar 19, 2007）
- Duffy, Christopher. Frederick the Great A Military Life, （New York, Routledge, 1985）
- — . The Army of Frederick the Great, （Chicago, The Emperor's Press, 1996）
- — . The Military Experience in the Age of Reason, （New York, ATHENEUM, 1988）
- Gat, Azar. The Origins of Military Thought From the Enlightenment to Clausewitz, （Clarendon Press, 1989）
- Gibbon, Edward. The Memoirs of the Life of Edward Gibbon, （General Books LLC, 2009）
- Luvaas, Jay. Frederick the Great on The Art of War, （USA, Da Capo Press, 1999）
- Macdonogh, Giles. Frederick the Great A LIFE IN DEED AND LETTERS, （Clarendon Press, 2001）
- Mitford, Nancy. Frederick the Great, （UK, Penguin Books, 1973）
- Showalter, Dennis E. The War of Frederick the Great, （New York, Longman, 1996）
- Vehse, Carl Eduard. Memoirs of the court of Prussia, （T. Nelson and sons. 1854, Digitized Jun 19, 2009）
- Carlyle, Thomas. History of Friedrich II
- The Carlyle Letters Online
- Libraries & Culture, Booksplate Archives, Quintus Icilius, Royal Library, Berlin
- ADB:Guichard,_Karl_Theophil Allgemeine Deutsche Biographie, herausgegeben von der Historischen Kommission bei der Bayerischen Akademie der Wissenschaften, Band 10 (1879), S. 104–106, Digitale Volltext-Ausgabe in Wikisource
- NDB:Guichard In: Neue Deutsche Biographie (NDB). Band 7. Duncker & Humblot, Berlin 1966, S. 297.